# Eteone delta
Eteone delta är en ringmaskart som beskrevs av Wu och Chen 1963. Eteone delta ingår i släktet Eteone och familjen Phyllodocidae. Inga underarter finns listade i Catalogue of Life.